# Patrik Koch
Patrik Koch, född 8 december 1996, är en slovakisk professionell ishockeyback som är kontrakterad till Arizona Coyotes i National Hockey League (NHL) och spelar för Tucson Roadrunners i American Hockey League (AHL).
Han har tidigare spelat för HC Kometa Brno och HC Vítkovice Ridera i Extraliga (Tjeckien); Slovakien U20 och HC Košice i Extraliga (Slovakien); Des Moines Buccaneers i United States Hockey League (USHL); Soo Eagles i North American Hockey League (NAHL) samt Red Bull Hockey Juniors i Molodjozjnaja chokkejnaja liga (MHL).
Koch blev aldrig NHL-draftad.

## Statistik
| 2013–2014                    | Red Bull Hockey Juniors      | MHL                          | 21  | 0 | 1  | 1  | 12  | —  | — | — | — | —  |
| 2014–2015                    | Des Moines Buccaneers        | USHL                         | 23  | 3 | 4  | 7  | 35  | —  | — | — | — | —  |
|                              | Soo Eagles                   | NAHL                         | 24  | 2 | 3  | 5  | 42  | 7  | 0 | 1 | 1 | 2  |
| 2015–2016                    | Slovakien U20                | Extraliga (Slovakien)        | 20  | 1 | 0  | 1  | 20  | —  | — | — | — | —  |
|                              | Slovakien U20                | SHL                          | 11  | 3 | 0  | 3  | 10  | —  | — | — | — | —  |
|                              | HC Kometa Brno               | Extraliga (Tjeckien)         | 7   | 0 | 0  | 0  | 6   | —  | — | — | — | —  |
|                              | SK Horácká Slavia Třebíč     | 1.chl                        | 2   | 0 | 0  | 0  | 0   | —  | — | — | — | —  |
| 2016–2017                    | HC Kometa Brno               | Extraliga (Tjeckien)         | 1   | 0 | 0  | 0  | 0   | —  | — | — | — | —  |
|                              | SK Horácká Slavia Třebíč     | 1.chl                        | 22  | 3 | 0  | 3  | 48  | —  | — | — | — | —  |
|                              | HC Košice                    | Extraliga (Slovakien)        | 24  | 1 | 0  | 1  | 37  | 4  | 0 | 0 | 0 | 2  |
| 2017–2018                    | HC Košice                    | Extraliga (Slovakien)        | 43  | 5 | 15 | 20 | 24  | 4  | 0 | 0 | 0 | 4  |
|                              | HC Prešov Penguins           | SHL                          | 3   | 0 | 4  | 4  | 2   | —  | — | — | — | —  |
| 2018–2019                    | HC Košice                    | Extraliga (Slovakien)        | 55  | 4 | 13 | 17 | 100 | 6  | 0 | 1 | 1 | 0  |
| 2019–2020                    | HC Košice                    | Extraliga (Slovakien)        | 51  | 0 | 13 | 13 | 87  | —  | — | — | — | —  |
| 2020–2021                    | HC Vítkovice Ridera          | Extraliga (Tjeckien)         | 47  | 1 | 5  | 6  | 98  | 5  | 0 | 1 | 1 | 6  |
| 2021–2022                    | HC Vítkovice Ridera          | Extraliga (Tjeckien)         | 55  | 2 | 3  | 5  | 92  | 6  | 0 | 2 | 2 | 2  |
| 2022–2023                    | HC Vítkovice Ridera          | Extraliga (Tjeckien)         | 46  | 3 | 9  | 12 | 69  | 13 | 2 | 2 | 4 | 17 |
| 2023–2024                    | Arizona Coyotes              | NHL                          | 1   | 0 | 0  | 0  | 10  | —  | — | — | — | —  |
|                              | Tucson Roadrunners           | AHL                          | 48  | 1 | 10 | 11 | 67  | —  | — | — | — | —  |
| NHL totalt                   | NHL totalt                   | NHL totalt                   | 1   | 0 | 0  | 0  | 10  | —  | — | — | — | —  |
| Extraliga (Tjeckien) totalt  | Extraliga (Tjeckien) totalt  | Extraliga (Tjeckien) totalt  | 156 | 6 | 17 | 23 | 265 | 24 | 2 | 5 | 7 | 25 |
| Extraliga (Slovakien) totalt | Extraliga (Slovakien) totalt | Extraliga (Slovakien) totalt | 193 | 6 | 29 | 35 | 266 | 15 | 0 | 1 | 1 | 8  |

### Internationellt
| Källa: Uppdaterad: 2024-03-10 | Källa: Uppdaterad: 2024-03-10 | Källa: Uppdaterad: 2024-03-10 |         | Utv = Utvisningsminuter | Utv = Utvisningsminuter | Utv = Utvisningsminuter | Utv = Utvisningsminuter | Utv = Utvisningsminuter |
| År                            | Lag                           | Mästerskap                    | Matcher | Mål                     | Assists                 | Poäng                   | Utv                     |                         |
| ----------------------------- | ----------------------------- | ----------------------------- | ------- | ----------------------- | ----------------------- | ----------------------- | ----------------------- | ----------------------- |
| 2013                          | Slovakien                     | Ivan Hlinka                   | 4       | 0                       | 0                       | 0                       | 6                       |                         |
| 2014                          | Slovakien                     | U18-VM                        | 5       | 0                       | 0                       | 0                       | 4                       |                         |
| 2016                          | Slovakien                     | JVM                           | 5       | 1                       | 0                       | 1                       | 4                       |                         |
| 2019                          | Slovakien                     | VM                            | 7       | 0                       | 2                       | 2                       | 4                       |                         |
| 2023                          | Slovakien                     | VM                            | 7       | 1                       | 3                       | 4                       | 4                       |                         |
| Junior totalt                 | Junior totalt                 | Junior totalt                 | 14      | 1                       | 0                       | 1                       | 14                      |                         |
| Senior totalt                 | Senior totalt                 | Senior totalt                 | 14      | 1                       | 5                       | 6                       | 8                       |                         |